# Arundinicola leucocephala
Arundinicola leucocephala là một loài chim trong họ Tyrannidae.

## Hình ảnh

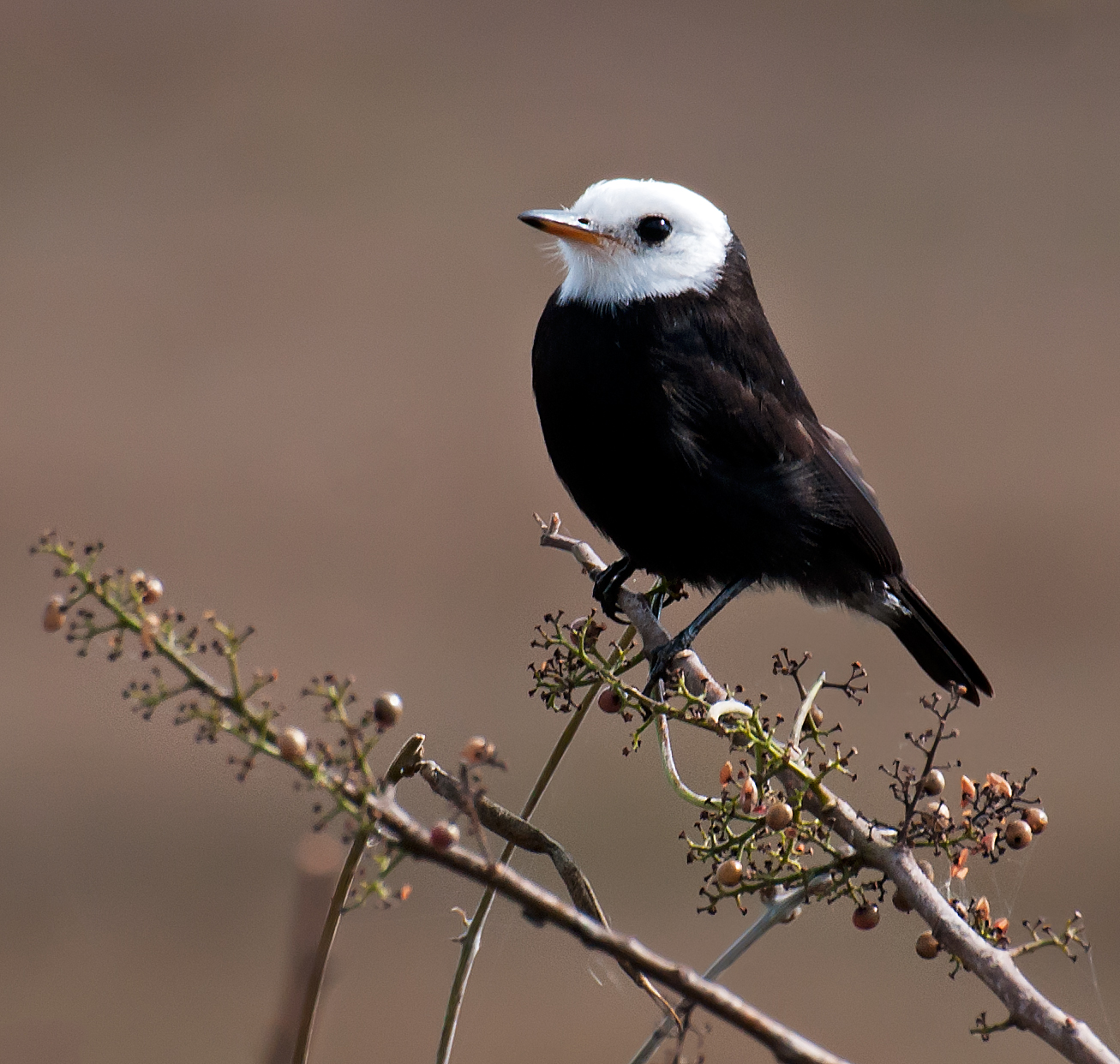
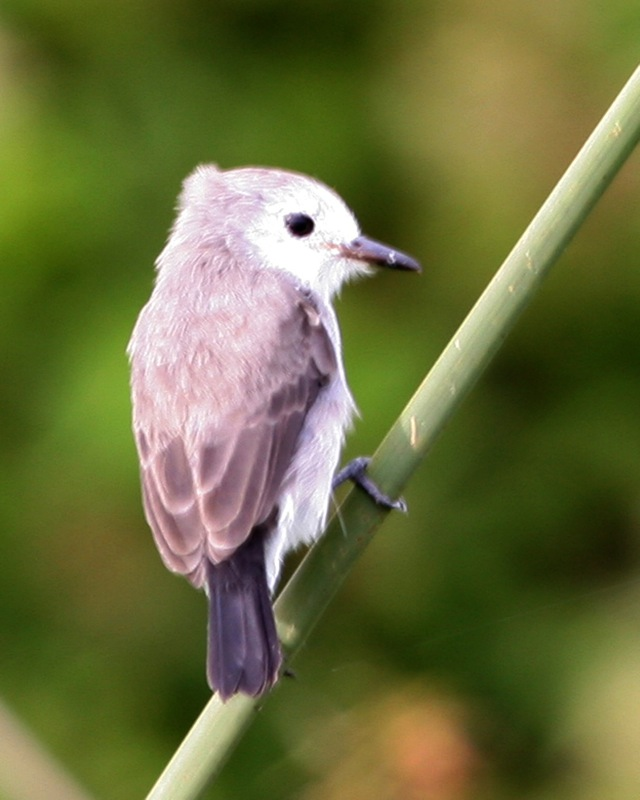
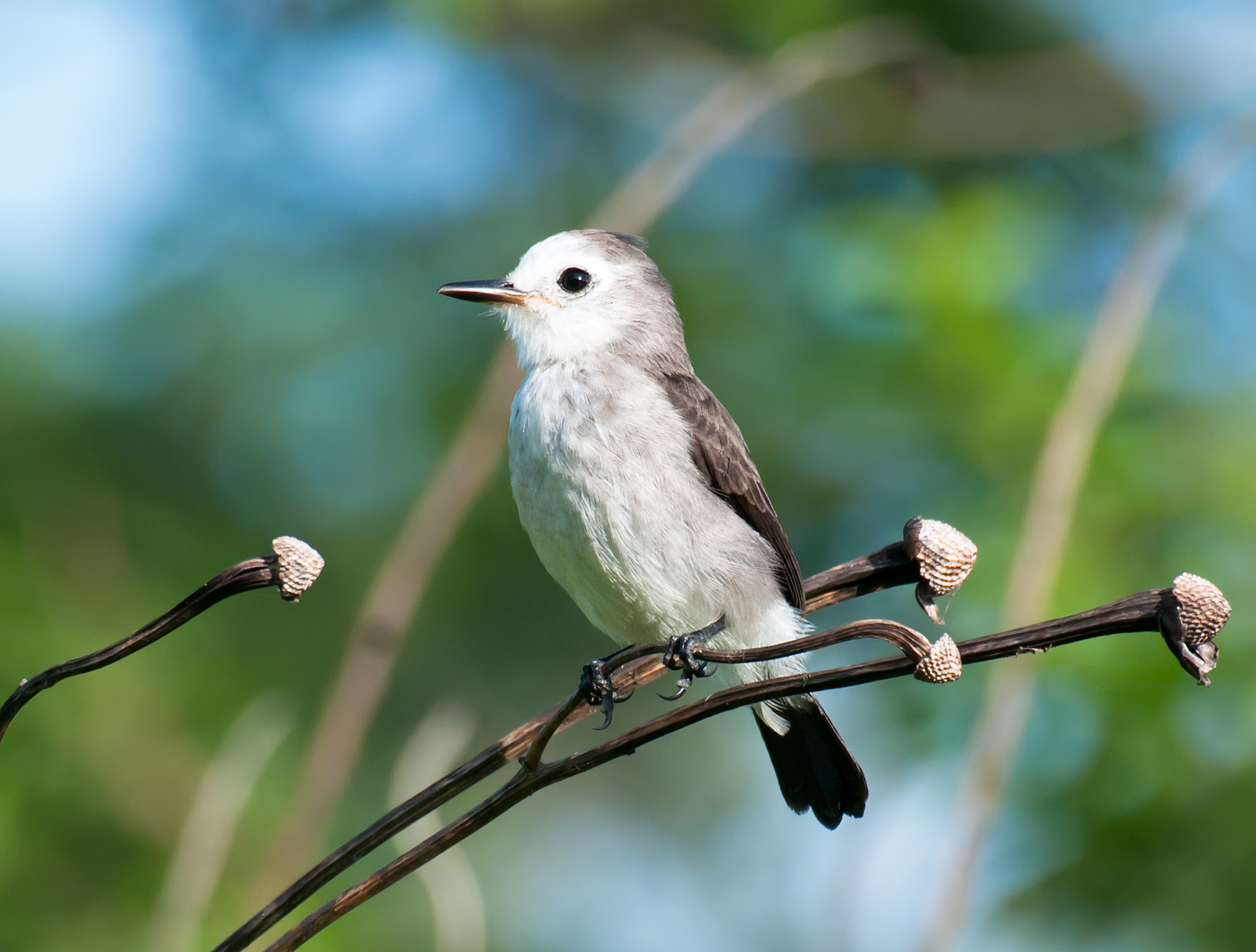